# Abazá (ciudad)
Abazá (en ruso: Абаза) es una ciudad de la república de Jakasia, en Rusia. Está situada a orillas del río Abakán, a 149 km al sudoeste de Abakán, la capital de la república. Su población alcanzaba los 16.976 habitantes en 2009.

## Historia
Abazá fue fundada en 1856 y se desarrolló gracias a la explotación de los yacimientos de mineral de hierro. Abazá se convirtió en asentamiento de tipo urbano en 1957 y en ciudad en 1966.

## Demografía
| 1959   | 1970   | 1979   | 1989   | 2002   | 2008   |
| ------ | ------ | ------ | ------ | ------ | ------ |
| 11 600 | 15 200 | 15 800 | 17 630 | 18 052 | 17 129 |

## Economía y transporte
En la década de 1950, se construyó un nuevo complejo metalúrgico y se conectó ferroviariamente la localidad con la región del Kuzbás. Al mismo tiempo se construyó la carretera que llega a las minas de asbesto de Ak-Dovurak y a Kyzyl, la capital de Tuvá.
En Abazá se encuentra un yacimiento de mineral de hierro cuyos principales minerales son la magnetita y la hematita. Por otro lado, también se han hallado depósitos de granate. Les acompañan depósitos de calcopirita, pirita y epidota. Estos yacimientos, que ya se conocían en la Edad del Hierro, son explotados industrialmente desde el siglo XIX.
Abazá se encuentra en una de las dos únicas carreteras que conectan con Tuvá. La que pasa por Abazá es una carretera de montaña de 250 km desde Abakán, que llega a través de los barrancos de los montes Sayanes y el puerto de Sayanski (2.214 m) a Ak-Dovurak en Tuvá. La otra carretera parte de Abakán vía Nizhni Suetuk, un pueblo cosaco fundado en 1740, por los Sayanes orientales hasta Kizil en Tuvá.
El río Abakán en enero lleva un caudal de 52 m³/s, mientras que en mayo el río alcanza los 827 m³/s, debido al deshielo de las nieves de los Sayanes. El río se llevó un puente en el año 2000, lo que causó la interrupción de las comunicaciones con Tuvá.